# Északi összetett a 2015. évi téli európai ifjúsági olimpiai fesztiválon
A 2015. évi téli európai ifjúsági olimpiai fesztivál északi összetett versenyszámait Ausztria Tschagguns településén rendezték, január 26. és 30-a között.

## Összesített éremtáblázat
| A 2015. évi téli európai ifjúsági olimpiai fesztivál összesített éremtáblázata északi összetettben | A 2015. évi téli európai ifjúsági olimpiai fesztivál összesített éremtáblázata északi összetettben | A 2015. évi téli európai ifjúsági olimpiai fesztivál összesített éremtáblázata északi összetettben | A 2015. évi téli európai ifjúsági olimpiai fesztivál összesített éremtáblázata északi összetettben | A 2015. évi téli európai ifjúsági olimpiai fesztivál összesített éremtáblázata északi összetettben | Olimpia  |
| -------------------------------------------------------------------------------------------------- | -------------------------------------------------------------------------------------------------- | -------------------------------------------------------------------------------------------------- | -------------------------------------------------------------------------------------------------- | -------------------------------------------------------------------------------------------------- | -------- |
| | Ország                                                                                             | Arany                                                                                              | Ezüst                                                                                              | Bronz                                                                                              | Összesen |
| 1.                                                                                                 | Németország                                                                                        | 2                                                                                                  | 1                                                                                                  | 0                                                                                                  | 3        |
| 2.                                                                                                 | Ausztria                                                                                           | 1                                                                                                  | 1                                                                                                  | 1                                                                                                  | 3        |
| 3.                                                                                                 | Finnország                                                                                         | 0                                                                                                  | 1                                                                                                  | 0                                                                                                  | 1        |
| 4.                                                                                                 | Franciaország                                                                                      | 0                                                                                                  | 0                                                                                                  | 2                                                                                                  | 2        |
| | | | | |          |
| Összesen                                                                                           | Összesen                                                                                           | 3                                                                                                  | 3                                                                                                  | 3                                                                                                  | 9        |

## Eredmények

### Férfi
| A 2015. évi téli európai ifjúsági olimpiai fesztivál érmesei férfi északi összetettben |                                                                          |         |                                                                                      |         |                                                                                  |         |
| Versenyszám                                                                            | Arany                                                                    | Arany   | Ezüst                                                                                | Ezüst   | Bronz                                                                            | Bronz   |
| Egyéni Gundersen NH HS108/10 km                                                        | Németország Willi Hengelhaupt                                            | 27:17,4 | Finnország Severi Taipale                                                            | 27:30,4 | Ausztria Samuel Braz                                                             | 27:34,5 |
| Egyéni Gundersen NH HS108/5 km                                                         | Németország Willi Hengelhaupt                                            | 13:40,9 | Ausztria Samuel Braz                                                                 | 14:17,3 | Franciaország Théo Rochat                                                        | 14:25,4 |
| Csapat                                                                                 | Ausztria · Daniel Rieder · Philipp Kuttin · Samuel Mraz · Mika Vermeulen | 56:37,3 | Németország · Constantin Schnurr · Benedikt Schwaiger · Tim Kopp · Willi Hengelhaupt | 56:40,6 | Franciaország · Yann Laheurte · Brice Ottonello · Lilian Vaxelaire · Théo Rochat | 57:50,7 |